# Jean de la Balue
Jean de la Balue   (Angles-sur-l'Anglin, 1422 - Ripatransone, 5 d'octubre de 1491), també conegut com Jean Balue, fou un cardenal francès. Primer va ser amic i home de confiança del rei Lluís XI de França per després convertir-se en una de les persones més odiades del sobirà.

## Biografia
Va néixer cap al 1421 a la casa paterna d'Angles-sur-l'Anglin, prop de Montmorillon, al Regne de França. El seu cognom apareix com a La Balue, de La Balue i també com a Balve. De vegades també se'l coneixia com el cardenal d'Angers.
Va estudiar a la Universitat d'Angers, on, als trenta-sis anys, es va llicenciar en dret el 1457. Va ser ordenat sacerdot a Poitiers i esdevingué deixeble de Jacques Jouvenel des Ursins, bisbe de Poitiers i patriarca titular d'Antioquia, del testament del qual va ser marmessor el 1457. Més tard, va anar a Angers, on el bisbe Jean de Beauveau el va nomenar canonge de Saint-Maurille el 1461, i més tardà vicari general. El 1462, el bisbe Beauveau va ser nomenat ambaixador de França a Itàlia, i Balue el va acompanyar a Roma, on el papa Pius II li va concedir l'honor de protonotari apostòlic.
Poc després, l'1 de setembre de 1462, va ser nomenat prebendat de Sainte-Marguerite d'Angers. Aquest nomenament va provocar una disputa tan acalorada entre el capítol de la catedral d'Angers i el mossèn Balue, que va decidir anar a París per defensar els seus interessos. Allà va conèixer l'aristòcrata Charles de Melun, baró de Normanville. Aquest últim el va presentar al sobirà Lluís XI de França, que només feia un any que estava en el càrrec. Inicialment els dos es van portar molt bé, tant que el Rei el va nomenar secretari i capellà. El 1463 esdevingué tresorer d'Angers, i l'any següent fou nomenat conseller del Parlament i conseller d'Estat. També el 1463, va adquirir els títols d'abat comendatori de diversos monestirs. A més va rebre el prestigiós càrrecs d'Intendent de Finances i Secretari d'Estat.
La seva influència amb Lluís XI de França va ser tal que el monarca, el 4 de febrer de 1465, va instar l'elecció de Balue com a nou bisbe d'Évreux. Dos mesos més tard, el 20 de maig de 1465, el papa Pau II va confirmar el seu nomenament. Va rebre la consagració episcopal el 4 d'agost següent, a la catedral de Notre-Dame de París. Va fer costat al Rei durant l'aixecament de la Lliga del Bé Públic, augmentant encara més el reconeixement del governant. L'octubre de 1466, va formar part d'una ambaixada enviada a Roma juntament amb el cardenal Jean Jouffroy, bisbe d'Albi.
Al seu retorn de Roma, va decidir deixar la diòcesi d'Évreux al seu germà Antoine Balue, per la qual cosa, el 5 de juny de 1467, es va traslladar a la seu d'Angers. L'estima de Lluís XI cap a Balue el va portar a demanar al Papa la seva elevació al rang de cardenal l'any 1465 i 1466. Malgrat les reticències, el Papa va acceptar aquesta petició l'any següent.
Va ser nomenat cardenal al consistori del 18 de setembre de 1467 pel papa Pau II, amb el títol cardenalici de Santa Susanna. Com a agraïment pel suport i pel nomenament, l'1 d'octubre de 1467, el cardenal va presentar al Parlament de París una declaració per a la derogació de la Pragmàtica Sanció de Bourges. El 6 d'abril de 1468 va participar, assegut al costat del Rei, als Estats Generals, convocats a Tours.
No obstant això, la seva influència i amistat amb el rei de França acabarà sobtadament després d'un episodi desagradable quan el cardenal Jean de la Balue es va aliar amb Antoine de Chabannes, comte de Dammartin, contra el baró Charles de Melun, el mateix que el va presentar al sobirà francès. Van acusar Melun de vendre càrrecs públics i de participar en intrigues legals. Finalment Balue va acusar Melun de tenir relacions amb el duc de Bretanya. Aquestes acusacions van convèncer el Rei de fer decapitar Melun, el 22 d'agost de 1468.
El conseller de Lluís XI en una reunió, en presència del sobirà francès i també de Carles el Temerari, duc de Borgonya, va informar que havia interceptat cartes que demostraven la culpabilitat del cardenal Balue, en haver inventat les falses acusacions sobre Melun, i així haver-lo fet decapitar. Després de conèixer el contingut de les cartes, el rei furiós va ordenar que el cardenal Jean Balue fos privat de totes les seves possessions i empresonat. Així va passar, i el cardenal va ser arrestat a Amboise i empresonat a Loches. Posteriorment, va ser traslladat al castell d'Onzain, prop de Blois, on va estar empresonat durant onze anys en una gàbia de ferro. També va ser privat del càrrec de bisbe d'Angers encara que sense l'aprovació del Papa. Havent estat empresonat, no va poder participar en el conclave de 1471, que va elegir al tron papal Francesco della Rovere, que esdevingué Papa amb el nom de Sixt IV.
El rei Lluís XI, però, hauria volgut condemnar-lo a mort, i l'únic que li va impedir assolir el seu objectiu va ser el papa Sixt IV, que no va tolerar la idea de condemnar a mort un cardenal. El 1472, el cardenal Basilio Bessarione, llegat papal a França, va demanar l'alliberament del cardenal Balue, petició que va ser immediatament rebutjada. L'agost de 1480, el cardenal Giuliano della Rovere, nou llegat papal a França i futur papa Juli II, va aconseguir persuadir el monarca francès de restituir la llibertat al cardenal, empresonat durant anys, amb la condició que abandonés França.
Després de diversos mesos d'estada a la ciutat de Lucca, va arribar a Roma el 3 de febrer de 1482 i va ser rebut en un consistori públic. Va fer la seva llar al Palazzo di San Pietro in Vincoli. El papa Sixt IV va decidir investir-lo de nou amb la dignitat de cardenal i ho va fer en persona. El 31 de gener de 1483, el cardenal Balue va decidir optar per l'orde dels cardenals bisbes, i així se li va assignar la seu suburbicària d'Albano. El mateix any, va saber que el rei de França Lluís XI havia mort el 30 d'agost de 1483. En lloc del rei difunt, esdevingué rei Carles VIII de França.
El cardenal Balue, després de ser nomenat Llegat a França el 8 d'octubre de 1483, va decidir acceptar la proposta de tornar a la seva pàtria. En el seu nom, el rei va organitzar una sumptuosa recepció a Angers, el 24 de juliol de 1483. Després de la mort del papa Sixt IV, essent a França, va decidir no participar en el conclave de 1484, que va triar el cardenal Giovanni Battista Cybo, que prengué el nom d'Innocenci VIII. El 13 d'octubre de 1484, a més de la diòcesi d'Angers, de la qual havia recuperat la possessió l'any 1480, també se li va assignar la seu d'Autun, de la qual va dimitir l'abril de 1490.
Va tornar a Roma juntament amb la resta de la legació a França el 8 de febrer de 1485. L'endemà, el papa Innocenci VIII el va rebre en un consistori públic. Després esdevingué ambaixador del Regne de França a Itàlia. El juliol de 1487, va ajudar a sotmetre la ciutat d'Osimo, que s'havia rebel·lat contra el Papa. Més tard esdevingué protector de l'orde de Sant Joan de Jerusalem i encarregat de la detenció del príncep Gem, germà del sultà de l'Imperi Otomà Baiazet II. El 14 de març de 1491, es traslladà de la seu suburbicària d'Albano a la de Palestrina. L'agost del mateix any va ser nomenat llegat papal de la Marca d'Ancona.
Va morir el 5 d'octubre de 1491 a Ripatransone. El seu fèretre va arribar a Roma el 18 d'octubre de 1491 i va ser enterrat a la basílica de Santa Prassede. El seu epitafi va ser compost per Antonio Pallavicini Gentili. Com que no havia tingut l'oportunitat de fer testament, els seus béns, valorats en la considerable fortuna de 100.000 ducats, van passar, doncs, a propietat del Papa.